# Jaroslav Černý (Fußballspieler)
Jaroslav Černý (* 26. Juni 1979 in Horní Benešov) ist ein tschechischer Fußballspieler.

## Vereinskarriere
Černý spielte in seiner Jugend für TJ Bruntál. In der Saison 1998/99 absolvierte er bei Dukla Sekopt Hranice seinen Wehrdienst. Anschließend wechselte zu Fotbal Třinec in die 2. Liga. Im Sommer 2001 wurde der Mittelfeldspieler vom damaligen Erstligisten SFC Opava verpflichtet, für den er 28 Spiele bestritt, in denen er zwei Tore schoss.
Opava stieg ab, Černý schloss sich Sigma Olomouc ab. Im Spieljahr 2002/03 kam er regelmäßig in der ersten Mannschaft zum Einsatz, in der darauffolgenden Saison spielte er öfter in der B-Mannschaft der Olmützer in der 2. Liga. 2004 wechselte der Offensivspieler zum 1. FC Brünn, wo er sich nach und nach in die Stammformation spielte.
Nach zwei Jahren wechselte Černý erneut den Verein und schloss sich Dynamo České Budějovice an. Dort entwickelte er sich zu einem der besten Mittelfeldspieler der Gambrinus Liga und erhöhte auch seine Torquote. Im Januar 2008 wurde er von Slavia Prag verpflichtet, im ersten Ligaspiel für Slavia schoss er den Siegtreffer gegen seinen ehemaligen Verein aus České Budějovice. Nach drei Jahren bei Slavia Prag wechselte Černý Anfang 2011 ablösefrei zu MKE Ankaragücü.

## Nationalmannschaft
Černý debütierte am 5. Juni 2009 in der tschechischen Nationalmannschaft, die Malta mit 1:0 bezwang. Sein zweites und bisher letztes Länderspiel bestritt der Mittelfeldspieler am 22. Mai 2010 bei der 1:2-Niederlage Tschechiens gegen die Türkei.